# Município de Catawba Island (condado de Ottawa, Ohio)
Localização do Ohio nos E.U.A.
O município de Catawba Island (em inglês: Catawba Island Township) é um local localizado no condado de Ottawa no estado estadounidense de Ohio. No ano 2010 tinha uma população de 3599 habitantes e uma densidade populacional de 76,25 pessoas por km².

## Geografia
O município de Catawba Island encontra-se localizado nas coordenadas 41° 33′ 56″ N, 82° 50′ 59″ O. Segundo o Departamento do Censo dos Estados Unidos, o município tem uma superfície total de 47.2 km², da qual 14.87 km² correspondem a terra firme e (68.49%) 32.33 km² é água.

## Demografia
Segundo o censo de 2010, tinha 3599 pessoas residindo no município de Catawba Island. A densidade de população era de 76,25 hab./km².